# Iumagúzino
Iumagúzino (en rus: Юмагузино) és un poble de Baixkíria, a Rússia, que en el cens del 2010 tenia 155 habitants. Pertany al districte de Iermolàievo.